# Erik Gabrielsson Emporagrius

Titelbladet till likpredikan över Christina Sigrid Bielke, dotter till Svante Bielke, 1645.

Erik Gabrielsson Emporagrius, Ericus Gabrielis Emporagrius, född 1606 i Torsåkers socken i  Gästrikland, död den 14 mars 1674 i Strängnäs, var fysikprofessor, teologiprofessor, hovpredikant och biskop i Strängnäs stift 1664–1674.

## Biografi
Erik Gabrielsson Emporagrius var son till kyrkoherden i Fittja pastorat Gabriel Erici Emporagrius, tidigare Hertig Karls krigspräst. Sina studier hade Emporagrius idkat dels vid Uppsala, där han 1632 promoverades till magister, dels vid utländska lärosäten. Vid sin återkomst till Sverige 1637 utnämndes han vid Uppsala universitet till physices professor, men utbytte efter fyra år denna lärostol mot en professur i teologiska fakulteten, befordrades 1645 till förste hovpredikant hos drottning Kristina och blev 1649 pastor primarius samt 1664 biskop i Strängnäs.
Biskopen i Strängnäs, Johannes Matthiæ Gothus, hade nämligen i några utgivna skrifter blivit beträdd med angrepp av de symboliska böckerna och misstänktes vilja åstadkomma en förening av den lutherska kyrkan och den reformerta. Bland hans motståndare uppträdde nu även Emporagrius, och slutet på striden blev att den gamle biskopen, halvt på egen begäran och halvt enligt dom, entledigades från sitt ämbete och Emporagrius insattes till hans efterträdare. Som innehavare av Strängnäs biskopsstol verkade Emporagrius i tio år innan han avled.
Emporagrius var en lärd och arbetsam man och som teolog förespråkade han starkt renlärigheten inom den lutherska kyrkan. Han skrev åtskilliga verk, till exempel Admonitio consolat ad obeundam pio et constanti animo mortem 1629, Methodus Theologiæ 1647, Likpredikningar (2 dekader 1653–1660), Oratio pro reddita Pace 1664 och Catechesens enfaldige förklarning 1669. I den sistnämnda hävdade han i sin förklaring av tionde budet att hustrun borde räknas såsom det förnämsta stycket bland mannens lösören eller rörliga egendom, vilket gjorde änkedrottning Hedvig Eleonora så arg att hon såg till att förbjuda skriften.

### Familj
Emporagrius gifte sig första gången med Sara Eriksdotter Simtelia (död 1647), dotter till kyrkoherden Ericus Thomæ Simtelius i Simtuna församling. De fick tillsammans barnen studenten Erik Emporagrius (död 1646), lagmannen Gabriel Emporagrius (1639–1690), adlades 1668 med namnet Lillieflycht på grund av faderns förtjänster, Catharina Emporagrius (död 1657) som var gift med arkiatern Sven Bröms och Elisabeth Emporagrius (död 1660) som var gift med biskopen Johannes Brodinus i Västerås stift.
Han gifte sig andra gången 5 november 1648 med Elisabeth Olivecrantz (1630–1652), dotter till ärkebiskopen Laurentius Paulinus Gothus i Uppsala stift och Brita Eriksdotter.
Emporagrius gifte sig tredje gången 7 april 1658 i Stockholm med Anna Depken (död 1668), dotter till handlanden Simon Depken den äldre i Västerås och Christina Christophersdotter. Hon var änka efter borgaren Johan Gert Gerdes i Stockholm och handelsmannen Hans Ludwig Schütz i Stockholm.

### Fotnoter
1. ↑  Bitte Wikingskiöld, Järnrötter och kråkfötter (november 2011).
2. ↑  Wetterberg, Gunnar (2002). Kanslern: Axel Oxenstierna i sin tid. D. 2. Atlantis. sid. 932. ISBN 978-91-7486-603-2. Läst 6 januari 2025
3. 1 2 3  Hellström, Gunnar (1951). Stockholms stads herdaminne från reformationen intill tillkomsten av Stockholms stift: biografisk matrikel. Monografier / utgivna av Stockholms kommunalförvaltning ; [11]. Stockholm: Stockholms kommunförvaltning. sid. 428-429. Libris 24465. https://runeberg.org/sthlmherd/0429.html

### Webbkällor
Denna artikel är helt eller delvis baserad på artikeln Emporagrius, Erik  Svenskt biografiskt handlexikon (SBH), utgiven 1906.